# جيمي ريد (سياسي)
جيمي ريد (بالإنجليزية: Jamie Reed) هو سياسي بريطاني، ولد في 4 أغسطس 1973 في المملكة المتحدة. حزبياً، نشط في حزب العمال. في الانتخابات العامة في المملكة المتحدة 2005، انتخب عضو برلمان المملكة المتحدة الـ54 عن دائرة كوبلاند وقد انضم خلال فترته النيابية ‏ (5 مايو 2005 – 12 أبريل 2010) للكتلة البرلمانية حزب العمال وفي انتخابات المملكة المتحدة لعام 2010، انتخب عضو برلمان المملكة المتحدة الـ55 عن دائرة كوبلاند وقد انضم خلال فترته النيابية ‏ (6 مايو 2010 – 30 مارس 2015) للكتلة البرلمانية حزب العمال وفي الانتخابات العامة في المملكة المتحدة 2015، انتخب عضو برلمان المملكة المتحدة الـ56 عن دائرة كوبلاند وقد انضم خلال فترته النيابية ‏ (8 مايو 2015 – 23 يناير 2017) للكتلة البرلمانية حزب العمال.